# Сарматия

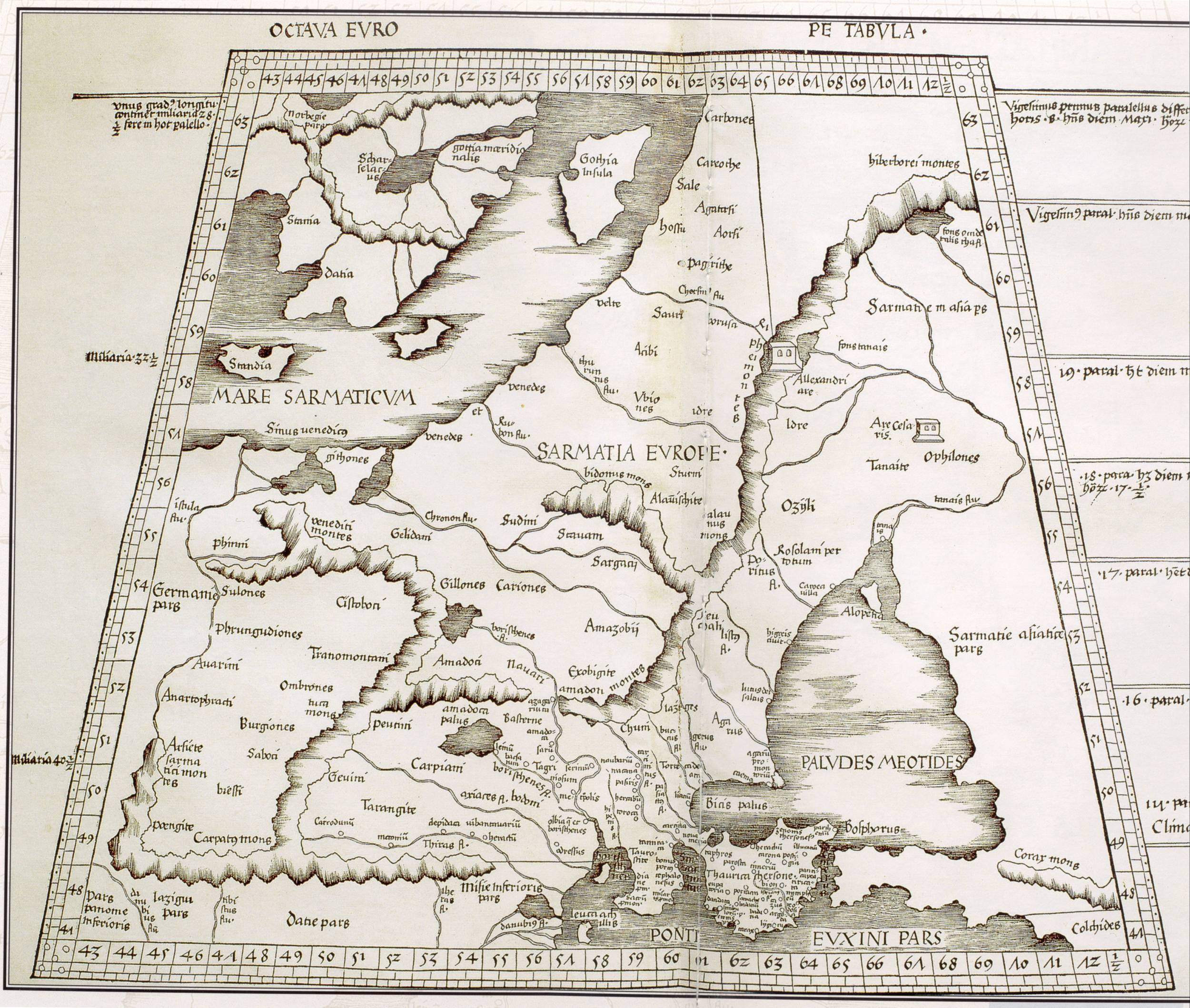
Восьмая карта Европы заключает европейскую Сарматию и Таврический Херсонес. Отпечатано: Страсбург (1513 г.).

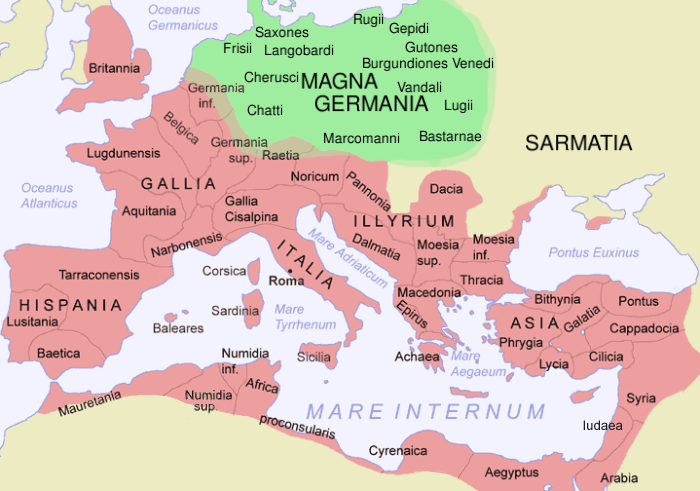
Схема территорий Древнего Рима, Великой Германии (Germania Magna) и Сарматии.

Сарматия (лат. Sarmatia) — позднеантичное название Восточной Европы, основным населением которой были сарматы.

## История термина
Впервые термин Сарматия использован римским полководцем Марком Випсанием Агриппой (лат. Marcus Vipsanius Agrippa; 63 до н. э. — 12 до н. э.).
На анонимной итальянской планисфере 1447 года присутствует изображение Танаиса и Волги. Здесь Сарматия Прима — это правобережье, а Сарматия Секунда — левобережье Волги.

### Сарматия Птолемея

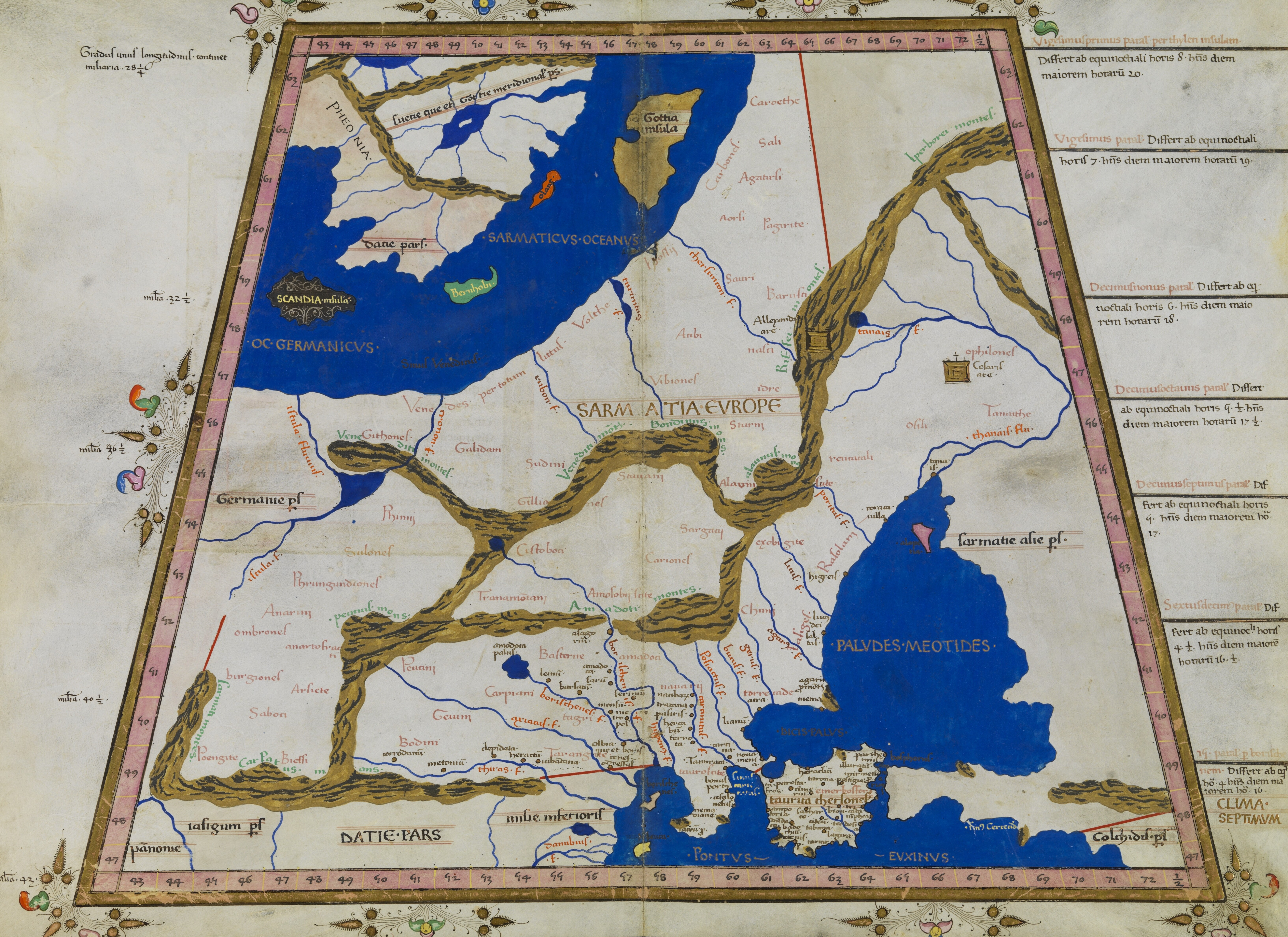
Европейская Сарматия

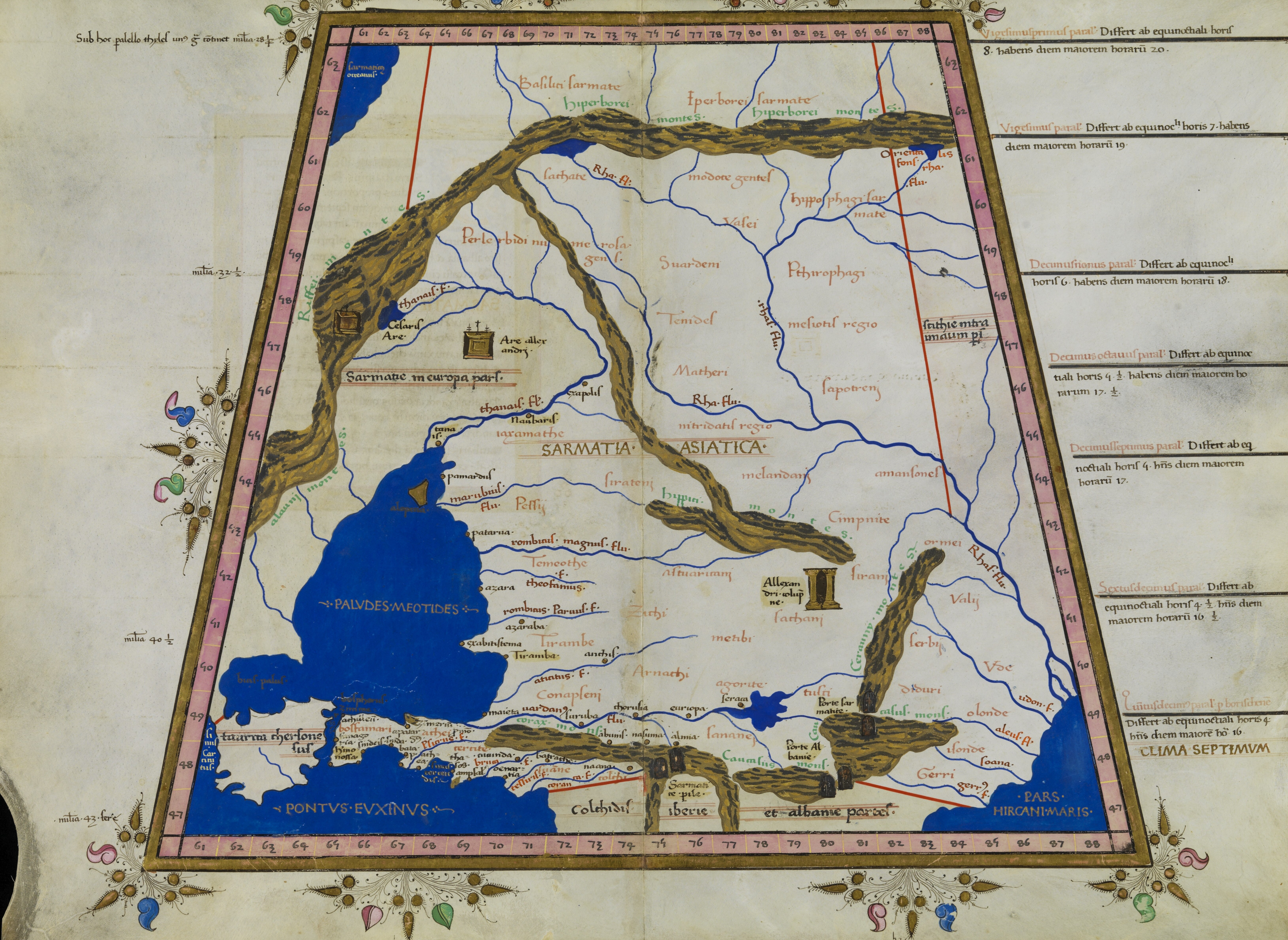
Азиатская Сарматия

Сарматия Птолемея делилась на Азиатскую и Европейскую.

#### Европейская Сарматия
1. Европейская Сарматия ограничивается на севере Сарматским океаном по Венедскому заливу и частью неизвестной земли. Описание такое: 

5. С запада Сарматия ограничивается рекой Вистулой, частью Германии, лежащей между ее истоками и Сарматскими горами, и самими горами, о положении которых уже сказано. 

6. Южную границу составляют: язиги метанасты (переселенцы) от южного предела Сарматских гор до начала горы Карпата, которая находится под 46° — 48° 30′, и соседняя Дакия около той же параллели до устья реки Борисфена, и далее береговая линия Понта до реки Керкинита. 

10. Восточную границу Сарматии составляют: перешеек от реки Керкинита, озеро Вика, береговая линия Меотийского озера до реки Танаиса, самая река Танаис, наконец меридиан, идущий от истоков Танаиса к неизвестной земле до вышесказанного предела.

#### Азиатская Сарматия
32. Азиатская Сарматия граничит с севера с неизвестной землей; 

с запада — европейской Сарматией до истоков реки Танаиса и самой рекой Танаисом до впадения его в Меотийское озеро, а также восточной частью Меотийского озера, от Танаиса до Киммерийского Боспора; положение этой части следующее.

### Россия Сарматия

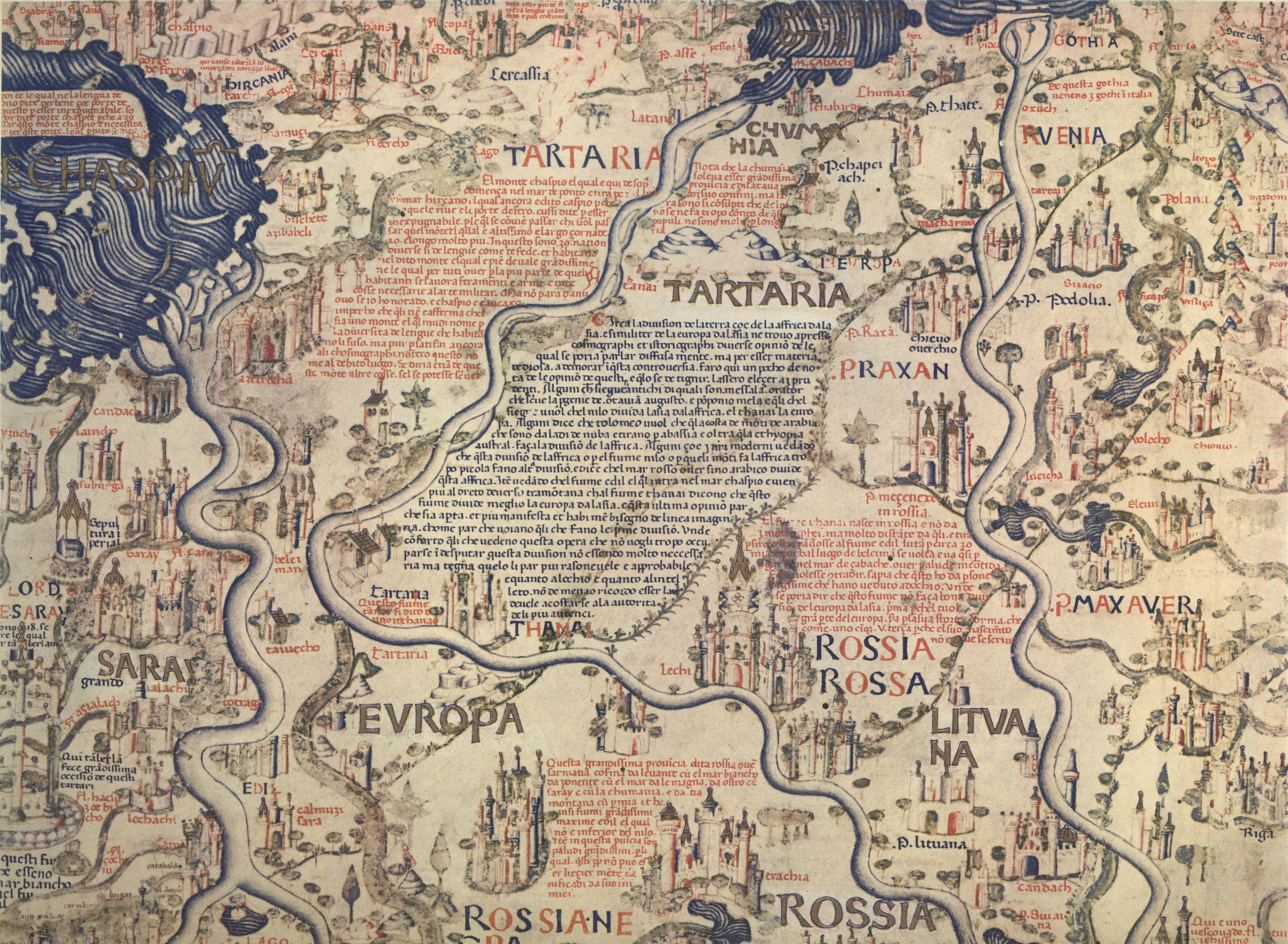
Фрагмент карты Фра Мауро 1459 года с топонимами Rossia

На карте Фра Мауро 1459 года упоминается два региона «Россия Сарматия» (всего на карте пять регионов с термином Россия):
- «Россия Сарматия или Россия в Европе» (лат. Sarmatia over Rossia in Evropa) — северные земли;
- «Россия Бьянка, Сарматия или Россия в Азии» (Белая Россия, лат. Rossia Biancha, Sarmatia over Rossia in Asia, Великая Россия) — восточная.

Легенда, помещенная в регионе  «Россия Негра» (Чёрная Россия, лат. Rossia Negra — центральная и северо-восточная Русь), правее названия «Европа», указывает на то, что именно эта область является ядром русских земель:

Эта огромнейшая область, именуемая Россией или Сарматией, имеющая границу на востоке по Белому морю, на западе граничит с Немецким морем, на юге простирается до города Сарая и Кумании, а на севере до области Пермия. По ней протекают реки, отличающиеся огромной величиной, крупнейшая из которых Эдиль, которая по своей величине не уступает Нилу. Также в этой земле есть величайшие болота, на которых люди не в состоянии находиться вследствие болезненного там климата.
Оригинальный текст (итал.)Questa grandissima provincia dita Rossia over Sarmatia confina da levante cum el mar biancho, da ponente cum el mar d’Alemagna, da ostro cum Saray e cum la Chumania, e da tramontana cum Permia et ha in sì fiumi grandissimi maxime edil, el qual non è inferior del nilo. Item in questa provincia son paludi grandissimi per li qual questi populi non può esser lieçiermente danificadi da suo inimici
— Карта Фра Мауро, лист XXXIV

## Народы
Некоторые из народов Сарматии, упомянутые Птолемеем, хорошо известны историкам:
языги (живут как в Карпатах, так и Приазовье), роксоланы, аланы, аорсы, венеды, галинды, бастарны, карпы, тирагеты, судины, финны (вероятно, ошибочно, они жили севернее), тавроскифы, савары и боруски (у Рипейских гор).
Некоторые народы соответствуют списку скифских народов Геродота: агафирсы, гелоны, будины, меланхлены.
По версии Геродота, Сарматия была родиной амазонок.
Другие народы не поддаются идентификации: аварины живущие у истоков Вистулы, затем, акибы, (греч.яз.) ἁμαξόβιος, hamaxobii — амаксовии,  от др.-греч. ἄμαξα, колесница βίος, жизнь  (живущие в кибитках в Европейской Сарматии  скифы-кочевники , между роксаланами и аланами) , амадоки (между одноименным озером-болотом в районе Полесья и наварами у Карпат), анартофракты, бургионы, арсиэты, сабоки, пиенгиты и биессы возле горы Карпата.
Вдоль Венедского залива вельты (литовское племя). Вибионы, гивин (между карпами и будинами), гифоны (готы, между финнами и венедами), ексобигиты (между амаксовиями и роксаланами), игиллионы, идры, карбоны, восточнее которых салы, за ними гиппоподы.
Каресты, карионы (между амаксовиями и аланами), костобоки, навары, наски, омброны, осилы, офлоны (на Дону), пиенгеты (на Карпатах), ревканалы (между амаксовиями и роксаланами), саргатии (между амаксовиями и аланами), ставаны (между судинами и аланами), стурны, сулоны, тагры, танаиты (на Дону), тореккады (у Сиваша), трансмонтаны (на Карпатах), фругундионы, хуны (между бастарнами и роксаланами).

## Общественный строй и правление
Возможно, форма правления Сарматией представляла собой военную демократию, однако прямых свидетельств о структуре верховной власти в сарматских племенах первых веков нашей эры нет. При характеристике верховной власти у сарматов и ранних алан чаще всего употребляют термин «скептух». Значение термина «скептух» не вполне ясно, так как он прилагается у греческих авторов и к племенным вождям, царям, военачальникам, и к придворным сановникам (в частности, при ахеменидском дворе).
По сообщению Тацита, в противоборстве с Арменией царь Грузии Фарасман поднимает сарматов, скептухи которых, приняв подарки от обеих сторон, по обычаю своего племени, отправились на помощь и к той, и к другой.
К концу своей истории сарматы заимствовали некоторые особенности устройства рабовладельческого общества, появилось зависимое население — рабы. Если раньше, в I в., рабов только поставляли на рынки и тем самым получали доход, то к IV в. рабов, видимо, стали использовать в хозяйстве.
Сарматия управлялась царями, иногда царицами, власть которых держалась на тяжеловооруженных всадниках (катафракты). Ударной силой сарматов являлись всадники, вооруженные длинными копьями, двуручными мечами и стрелами. Одеты они были в панцирную броню. На рубеже I—II вв. н. э. Тацит пишет о том, что вождям сарматских языгов, правившим здешними племенами, предоставили возможность участвовать в [гражданской] войне. Они предложили также привести с собой людей и конницу, которая одна лишь и составляет подлинную боевую силу сарматов. Наряду с захоронениями мужчин-воинов, встречаются захоронения и женщин-воительниц.

## История
Савроматы во главе с царем Скопасисом сыграли важную роль в разгроме полчищ Дария 1 на просторах Скифии около 512 г. до н. э. По сообщению историка Полиена, в 3 в. до н. э. сарматская царица Амага, «собрав 130 всадников и дав каждому по две лошади», за одни сутки прошла откуда-то из Приазовья через степи Крыма до Херсонеса и сняла с него скифскую осаду. Другой сарматский царь по имени Гатал известен как участник международного союза, который был образован в 179 г. до н. э. государствами Малой Азии и Северного Причерноморья.
Некоторые из городов Сарматии, перечисляемых Птолемеем, по одной из гипотез, идентифицируются так: Метрополь, на Борисфене (Днепре), стоял, вероятнее всего, на месте нынешнего Киева. Садовский приурочивает Карродун к месту впадения реки Збруч в Днестр, Ерект, Вивантиварий, Клепидаву, Метоний — к Тирасполю, Бендерам, Ямполю и Могилеву Подольскому. На Припяти лежали города Ниосс, Сабрах и Леин; тот же ученый предлагает такую локализацию их: Чернобыть, Мозырь и местность рядом с нынешним Пинском. Эти и другие города Сарматии, из которых многие носят греческие имена, возможно, не были сарматами основаны и не им принадлежали.
Сарматия нередко находилась в состоянии войны с Римом. Начиная с III века в Сарматию вторгаются готы. В IV в. значительная часть Сарматии усилиями остготского царя Германариха вошла в состав готского царства. К концу этого столетия готское царство было разрушено перешедшими Боспор и Дон европейскими гуннами, хотя сарматы продолжают жить на территории Сарматии вплоть до VIII века (см. Салтовское городище).

## Хозяйство
Кроме хлебных злаков, страна производила пеньку, лен, чечевицу, лук и различные корневые растения, а на юге — даже виноград. В стране водились львы, волки, дикие ослы, кабаны, лоси, олени, антилопы, зайцы, журавли, разной породы рыбы; из домашних животных — овцы, свиньи, лошади, быки безрогие, ослы. Предметами вывоза служили золото, драгоценные камни, соль, воск, медь; серебра и железа было мало, так что (с учётом свидетельств Павсания), наконечники стрел и копий с мезолитических времен нередко изготовляли из кости.